# 威廉·赖克
威廉·托马斯·赖克（William Thomas Riker）是《星际旅行》中的一個虚构角色。乔纳森·弗兰克斯在1987年到1994年的科幻电视剧集《星际旅行：下一代》中饰演这位进取号-D的大副。在《下一代》结束后，他还继续出演了其续作电影《日换星移》、《第一类接触》、《起义》和《复仇女神》中相同的角色。此角色还曾在《星际旅行：航海家号》、《星际旅行：进取号》和《星際爭霸戰：畢凱》里出现过。